# Савостиков, Иван Иванович
Иван Иванович Саво́стиков (бел. Іван Іванавіч Савосцікаў; 22 августа 1941, Минск — 19 июля 2018) — советский футболист, защитник. Впоследствии — советский и белорусский футбольный тренер. Мастер спорта СССР (1963), заслуженный тренер Белорусской ССР (1982). Отец футболиста Кирилла Савостикова.

## Тренерская карьера
В сезоне 1986/87 годов ведомое Савостиковым минское «Динамо» приняло участие в розыгрыше Кубка УЕФА. 17 сентября 1986 года минчане, принимая в 1/32-й дома венгерский клуб «Раба ЭТО» из Дьёра, уступили 2:4. В ответном матче 1 октября минчане выиграли 1:0, но этого было мало — в следующую стадию розыгрыша прошёл клуб из ВНР.
В следующем сезоне «Динамо» выступало в Кубке обладателей кубков. 16 сентября 1987 года минчане в 1/16 Кубка принимали дома турецкий «Генчлербирлиги» из Анкары и выиграли 2:0. Через 2 недели (30 сентября) в ответном матче клуб из Минска проиграл 1:2, но по сумме 2-х матчей прошёл в 1/8, где встретился с «Реал Сосьедадом» из Сан-Себастьяна. Игра на выезде 21 октября закончилась ничьей 1:1, а в Минске (4 ноября) команды не смогли забить ни одного гола. Таким образом, гол в гостях вывел минское «Динамо» в четвертьфинал — на бельгийский «Мехелен». 2 марта 1988 года бельгийцы выиграли дома с минимальным преимуществом (1:0), а 16 марта в Минске матч закончился вничью (1:1): «Динамо» выбыло из дальнейшей борьбы, а «Мехелен» в итоге стал обладателем трофея.

## Достижения
Как игрок
- Обладатель Кубка БССР (1960)
- Бронзовый призёр чемпионата СССР (1963)
- Финалист Кубка СССР (1965)

Как тренер
- Обладатель Кубка Беларуси (1999)
- Финалист Кубка СССР (1987)

## Личная жизнь
Сын Кирилл (род. 1971) — футболист, сын Дмитрий выступал в мини-футболе. Внук Максим (род. 1998) — футболист.